# سونگ هیوک
سونگ هیوک (کره‌ای: 성혁؛ زادهٔ هونگ سونگ-هیوک در ۲ مارس ۱۹۸۴) بازیگر اهل کره جنوبی است. او حرفهٔ بازیگری خود را در سال ۲۰۰۵ آغاز کرد و در سریال تلویزیونی جانگ بو-ری اینجاست! ایفای نقش کرده‌است. از آثار دیگری که در آنها ایفای نقش کرده‌است می‌توان به ادیسه کره‌ای، عملیات کرومیت و باد، ابر و باران اشاره کرد.